# Skomętno Wielkie
Skomętno Wielkie [skɔˈmɛntnɔ ˈvjɛlkjɛ] (deutsch Skomentnen, 1938–1945 Skomanten) ist ein zur Gemeinde Kalinowo (Kallinowen, 1938 bis 1945 Dreimühlen) zählendes Dorf im nordöstlichen Masuren in der polnischen Woiwodschaft Ermland-Masuren, Powiat Ełcki (Kreis Lyck).

## Geographische Lage
Skomętno Wielkie liegt nördlich des Skomentner Sees (1938 bis 1945 Skomantener See, auch Skomant-See, polnisch Jezioro Skomętno).
Das Dorf befindet sich drei Kilometer südwestlich der Ortschaft Kalinowo  an der Landesstraße 16.

## Ortsname
Der Ortsname Skomenten leitet sich ab vom Sudauerfürsten Skomand. Am benachbarten Skomantsee (auch Skomantener See) befand sich bis zum 13. Jahrhundert eine Burg der baltischen Sudauer, von der heute noch Reste eines prußischen Ringwalls erhalten sind.

## Geschichte
Das Dorf Skomentnen entstand 1473 unter dem Lokator Peter Jeckeln, der an dieser Stelle Land mit 30 Hufen zugesprochen bekam.
1656 fielen die mit Polen verbündeten Tataren in weite Teile Masurens und auch in Skomentnen ein, wobei große Teile des Dorfes zerstört wurden.
Mit der preußischen Gebietsreform von 1874 gehörte Skomentnen verwaltungstechnisch als Landgemeinde zum Amtsbezirk Gollupken (ab 1938: Amtsbezirk „Lübeckfelde“) im Landkreis Lyck.
1893 wurde Groß mit dem benachbarten Klein Skomentnen zu einer Gemeinde Skomentnen zusammengefasst.
Aufgrund der Bestimmungen des Versailler Vertrags stimmte die Bevölkerung im Abstimmungsgebiet Allenstein, zu dem Skomentnen gehörte, am 11. Juli 1920 über die weitere staatliche Zugehörigkeit zu Ostpreußen (und damit zu Deutschland) oder den Anschluss an Polen ab. In Skomentnen stimmten 200 Einwohner für den Verbleib bei Ostpreußen, auf Polen entfiel keine Stimme.
Der Skomentnener Bauer Jeziorski stieß 1929 beim Graben auf einen Kupferkessel, der unter einem schweren Deckstein lag. In dem Behälter befanden sich Silberschmuckstücke aus der Zeit der Sudauer – eine Halskette, zwei Armspiralen und zwei Hufeisenfibeln, die man einer hier beerdigten Sudauerfürstin zuschrieb.
Der Fund von Skomentnen mit einem Silbergewicht von 675 Gramm hatte eine hohe Bekanntheit in nachfolgender Zeit und war im Prussia-Museum in Königsberg ausgestellt. Der Verbleib nach 1945 ist ungeklärt.
Skomentnen wurde im Zuge der zunehmenden Eindeutschung von Ortsnamen masurischer, polnischer oder litauischer Herkunft am 16. Juli 1938 in „Skomanten“ umbenannt.
1933 sind in Skomentnen 325 Einwohner verzeichnet, 1939 hatte es nur noch 308 Einwohner.
Nach Ende des Zweiten Weltkrieges 1945 fiel das zum Deutschen Reich (Ostpreußen) gehörende Skomanten an Polen. Die ansässige deutsche Bevölkerung wurde, soweit sie nicht geflüchtet war, nach 1945 größtenteils vertrieben und neben der angestammten masurischen Minderheit durch Neubürger aus anderen Teilen Polens. Der Ort wurde in Skomętno umbenannt. Davor wurde das polnische wielkie für groß gesetzt, womit der Ort übersetzt wieder faktisch wie vor 1893 Groß Skomentnen heißt.
Von 1975 bis 1998 gehörte Skomętno Wielkie zur damaligen Woiwodschaft Suwałki, kam dann 1999 zur neu gebildeten Woiwodschaft Ermland-Masuren. Heute ist das Dorf Sitz eines Schulzenamtes (polnisch Sołectwo) und somit eine Ortschaft in der Gmina Kalinowo.

## Kirche
Bis 1945 war Skomentnen resp. Skomanten in die evangelische Kirche Kallinowen (1938 bis 1945 Dreimühlen, polnisch Kalinowo) in der Kirchenprovinz Ostpreußen der Kirche der Altpreußischen Union sowie in die römisch-katholische Kirche St. Andreas in Prawdzisken (1934 bis 1945 Reiffenrode, polnisch Prawdziska) im damaligen Bistum Ermland eingepfarrt.
Heute gehört Skomętno Wielkie katholischerseits zur Pfarrei in Kalinowo im Bistum Ełk der Römisch-katholischen Kirche in Polen. Die evangelischen Einwohner halten sich zur Kirchengemeinde in der Kreisstadt Ełk (Lyck), einer Filialgemeinde der Pfarrei in Pisz (deutsch Johannisburg) in der Diözese Masuren der Evangelisch-Augsburgischen Kirche in Polen.